# Diphyscium domingense
Diphyscium domingense là một loài rêu trong họ Buxbaumiaceae. Loài này được Brid. W.R. Buck & Steere mô tả khoa học đầu tiên năm 1983.